# 프린세스
프린세스(영어: princess)는 영어에서 귀인 여성에 사용되는 칭호로, 프린스(prince)에 대응한다. 
공주로 번역되는 일이 많으나, 세부적으로는 왕의 딸인 경우 왕녀, 황제의 딸인 경우 황녀, 일본 천황의 딸이나 손녀인 경우 내친왕, 공(公)의 딸인 경우 공녀(公女)로 번역된다. 다만 여성 공(公)인 경우에는 여공(女公)으로 번역되는데, 이 경우 프린세스를 공주로 번역하면 틀리게 된다. 